# Dieless drawing

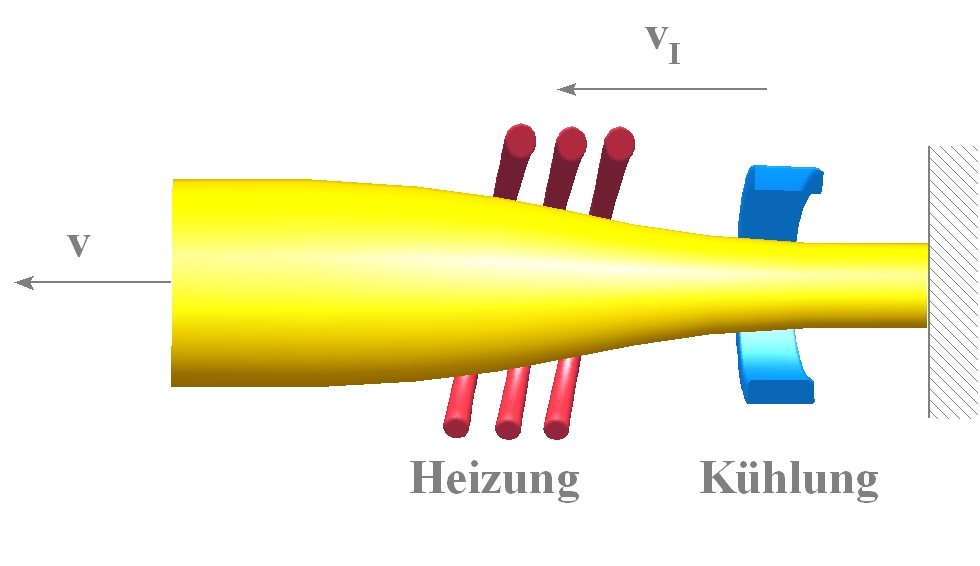
Schema des Verfahrens mit Heiz- und Kühlelement

Dieless Drawing (DLD), deutsch auch freies Längen oder formloses oder werkzeugloses [Draht- oder Stab-]Ziehen, unterscheidet sich vom konventionellen Ziehen dadurch, dass das Werkzeug entfällt und an Stelle des Ziehhols (Ziehsteins) eine  Heizeinrichtung tritt, die das Material erwärmt und damit unter der äußeren Last zum Fließen bringt. Dieses kontaktlose Halbwarm- oder Warmverfahren ist hauptsächlich im Drahtziehen für Spezialprodukte interessant und gehört zur Verfahrensgruppe Zugumformen.

## Forschungsgeschichte
Die Anfänge der Entwicklung des Prozesses gehen auf Weiss und Kot (1969) zurück, die erste Versuche mit Stahl und  Titan auf einer umgebauten Drehmaschine durchführten. Das Thema wurde hauptsächlich ab den 1970ern in China und Japan weiter experimentell und numerisch bearbeitet. In Japan wurden Versuche unternommen, das Verfahren zur industriellen Anwendung bei der Produktion von tonnenförmigen Automobilfedern zu nutzen. Am Max-Planck-Institut für Eisenforschung in Düsseldorf wurde das Thema theoretisch und experimentell parallel bearbeitet.

## Methodik

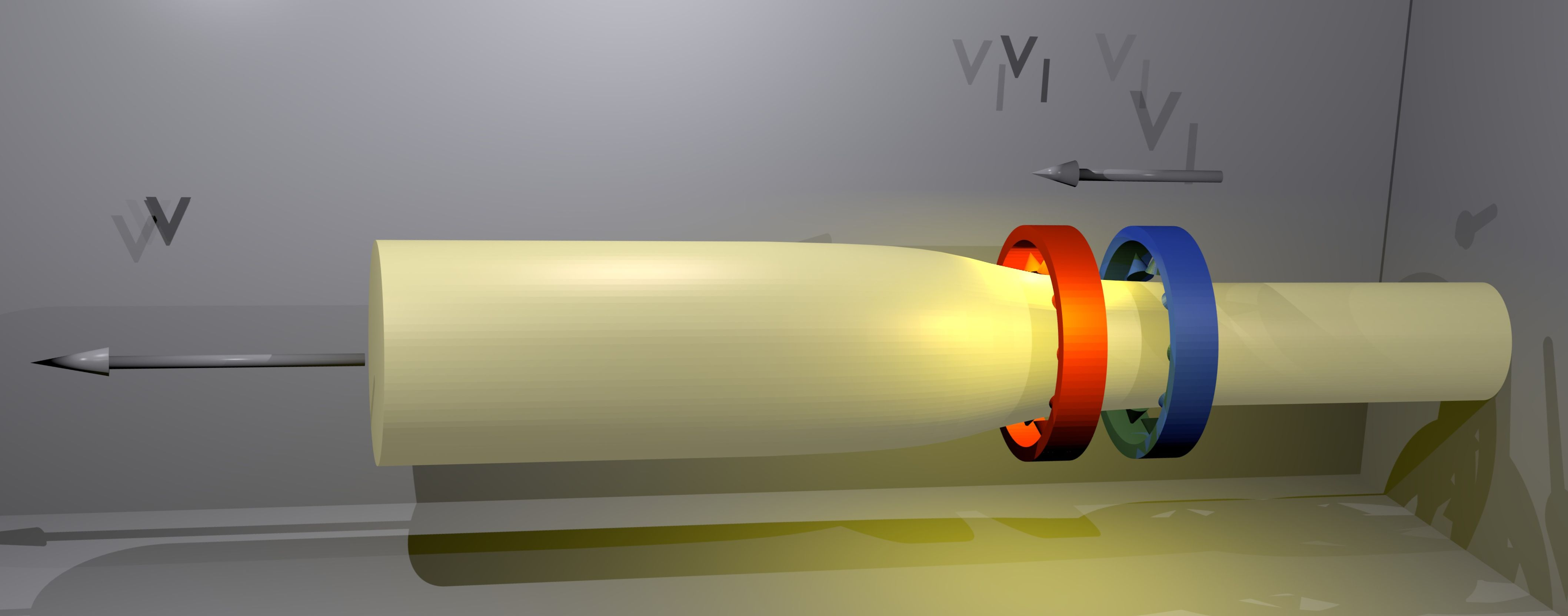
Prozessvariante mit beweglicher Heiz- und Kühleinrichtung

Die Heiz-, Mess- und Kühleinheit (HMK) hat bei diesem Verfahren keinen mechanischen Kontakt zum Werkstück, sondern bringt es durch Erhitzung zum Fließen, wodurch sich unter dem angelegten Zug der Durchmesser reduziert, danach wird wieder auf Festszustand heruntergekühlt. Das Heizmodul funktioniert typischerweise induktiv, es sind auch andere Heizelemente möglich, etwa für Nichtleiter, auch wurde mit Laser und mit Ultraschall experimentiert.
Der Hauptvorteil dieses Verfahrens ist das einfache Ändern des Drahtdurchmessers, da der Werkzeugwechsel (Rüstzeit) entfällt. Darüber hinaus ist es mit der flexiblen Umformzone möglich, Draht mit sich über der Länge änderndem Durchmesser herzustellen, größere Abnahmen in einem Umformschritt zu erzielen, oder auch nicht kreisförmige Querschnitte oder Rohre und Ähnliches zu fertigen. Außerdem können durch die Erwärmungs-/Abkühlungsbedingungen die Werkstoffeigenschaften  thermomechanisch beeinflusst werden.
Diesen Vorteilen steht die langsame Prozessgeschwindigkeit gegenüber, insbesondere eine ausgeprägte Störempfindlichkeit und hohe Ansprüche an die Steuerung, damit es nicht zu einem Fehler in der Endformänderung oder zu einer Einschnürung mit anschließendem Bruch führt. Eine Beschreibung des stationären Umformvorganges reicht nicht aus, es müssen die dynamischen Fließvorgänge und die sich mit der Temperatur ändernden Materialeigenschaften mitberücksichtigt werden.